# Renzo
Renzo ist ein männlicher Vorname und Familienname.

## Herkunft und Bedeutung
Renzo ist die italienische Kurzvariante des Namens Lorenzo, welcher wiederum vom Namen Laurentius abstammt. Laurentius bezeichnet im Lateinischen eine aus der Stadt Laurentum in Latium stammende Person.

## Namensträger

### Vorname
- Renzo Alverà (1933–2005), italienischer Bobfahrer
- Renzo Blumenthal (* 1976), Mister Schweiz 2005
- Renzo Bossi (* 1988), italienischer Politiker
- Renzo Rinaldo Bossi (1883–1965), italienischer Komponist
- Renzo De Vecchi (1894–1967), italienischer Fußballspieler und -trainer
- Renzo Eusebi (* 1946), italienischer Maler und Bildhauer
- Renzo Fratini (* 1944), römisch-katholischer Erzbischof und vatikanischer Diplomat
- Renzo Furlan (* 1970), ehemaliger italienischer Tennisspieler
- Renzo Girolami (1939–2000), italienischer Regieassistent und Filmregisseur
- Renzo Holzer (* 1952), Schweizer Eishockeyspieler und -trainer
- Renzo López (* 1994), uruguayischer Fußballspieler
- Renzo Maietto (* 1939), italienischer Drehbuchautor und Filmregisseur
- Renzo Marignano (1923–1987), italienischer Schauspieler
- Renzo Martens (* 1973), niederländischer Konzeptkünstler
- Renzo Merusi (1914–1996), italienischer Schauspieler und Filmregisseur
- Renzo Morigi (1895–1962), italienischer Faschist und Sportschütze
- Renzo Nostini (1914–2005), italienischer Fechter
- Renzo Olivo (* 1992), argentinischer Tennisspieler
- Renzo Pasolini (1938–1973), italienischer Motorradrennfahrer
- Renzo Piano (* 1937), italienischer Architekt
- Renzo Pozzi (* 1984), uruguayischer Fußballspieler
- Renzo Ramírez (* 1996), uruguayischer Fußballspieler
- Renzo Revoredo (* 1986), peruanischer Fußballspieler
- Renzo Riet Mayer (* 1995), Schweizer Unihockeyspieler
- Renzo Rossellini (Komponist) (1908–1982), italienischer Filmkomponist
- Renzo Rossellini (Produzent) (* 1941), italienischer Filmproduzent, Drehbuchautor und Regisseur
- Renzo Ruggieri (* 1965), italienischer Musiker
- Renzo Sambo (1942–2009), italienischer Ruderer
- Renzo Saravia (1993), argentinischer Fußballspieler
- Renzo Soldani (1925–2013), italienischer Radsportler
- Renzo Ulivieri (* 1942), italienischer Fußballtrainer und Politiker
- Renzo Videsott (1904–1974), italienischer Alpinist und Naturschützer
- Renzo Zorzi (1946–2015), italienischer Formel-1-Rennfahrer

### Familienname
- Jordan Renzo (* 1993), Schauspieler
- Luigi Renzo (* 1947), italienischer Geistlicher, römisch-katholischer Bischof
- Patrizio Di Renzo (* 1971), Schweizer Fotograf und Regisseur